# 嘉川村
嘉川村（かがわむら）は、かつて山口県吉敷郡に存在した村。
1944年（昭和19年）4月1日に山口市と周辺10町村との新設合併で消滅した。現在は山口市南西部の一地域となり、嘉川駅近辺に山口市嘉川地域交流センターが置かれている。
興進地区の名前の由来は「江崎」と「深溝」の頭文字を重ねた「こうしん」（江深）を当て字で記したものである。

## 地理
- 田園地帯が広がる。
- 中心地は中野（嘉川駅周辺）である。

## 歴史
- 1889年（明治22年）4月1日 - 町村制の施行により、嘉川村・江崎村・深溝村の区域をもって発足。
- 1944年（昭和19年）4月1日 - 山口市・大歳村・平川村・秋穂二島村・名田島村・陶村・小郡町・阿知須町・佐山村と合併し、改めて山口市が発足。同日嘉川村廃止。

## 字
- 赤坂
- 福岡
- 中野
- 岡屋

## 村長
- 本間源三郎